# Impremta Amiri

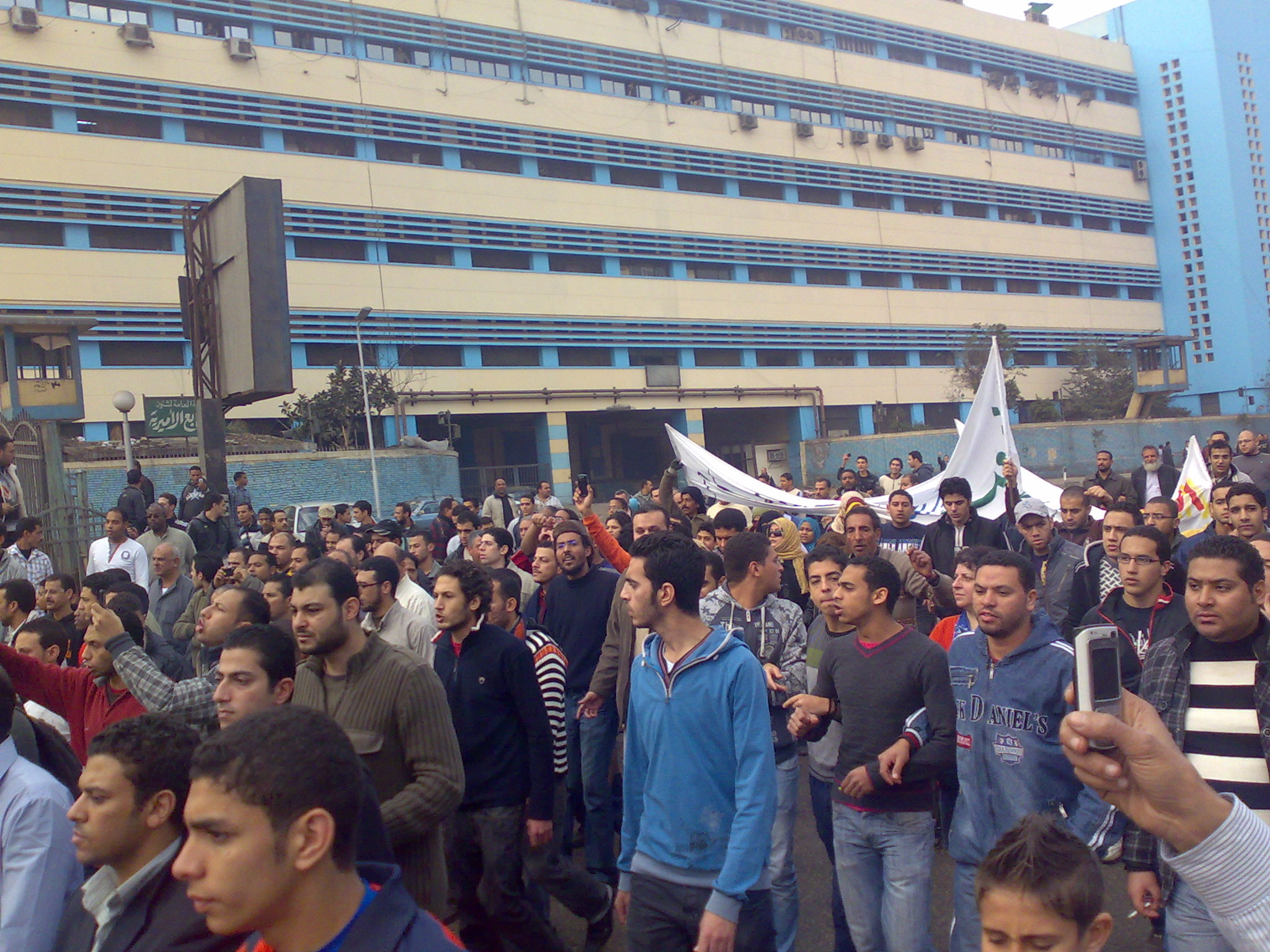
Una de les marxes del 25 de gener del 2011 que passa davant l'«Autoritat d'impremta de Amiria» d'Imbaba

La Impremta Amirí o, literalment, les Impremtes Emirals (àrab: المطابع الأميرية, al-Maṭābiʿ al-Amīriyya), oficialment Companyia General per als Afers de les Impremtes Emirals (àrab: الهيئة العامة لشؤون المطابع الأميرية, al-Hīʾa al-ʿAmma li-Xuʾūn al-Maṭābiʿ al-Amīriyya), popularment coneguda com a Impremta de Bulak (àrab: مطبعة بولاق, Maṭbaʿat Būlāq), perquè es trobava originàriament al districte de Bulak, al Caire, és una impremta i una de les principals agències de comunicació d'Egipte, amb la qual Muhàmmad Alí Paixà va voler modernitzar l'estat. La Impremta Amiri va tenir un profund efecte en la literatura i en la vida intel·lectual egípcia, perquè va publicar traduccions a l'àrab de treballs científics escrits en idiomes europeus es van traduir a l'àrab.

## Establiment

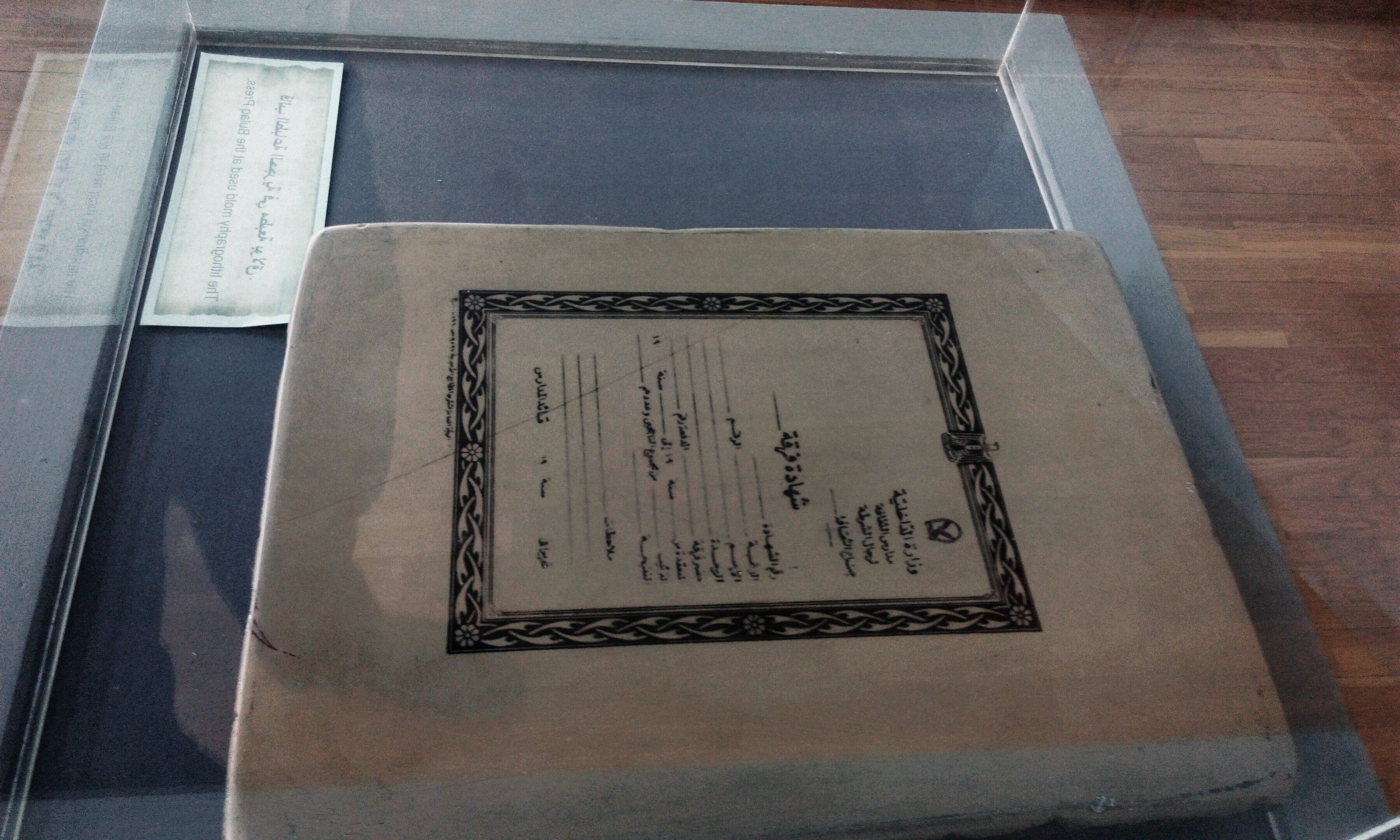
Un segell de litografia en la Impremta Bulak

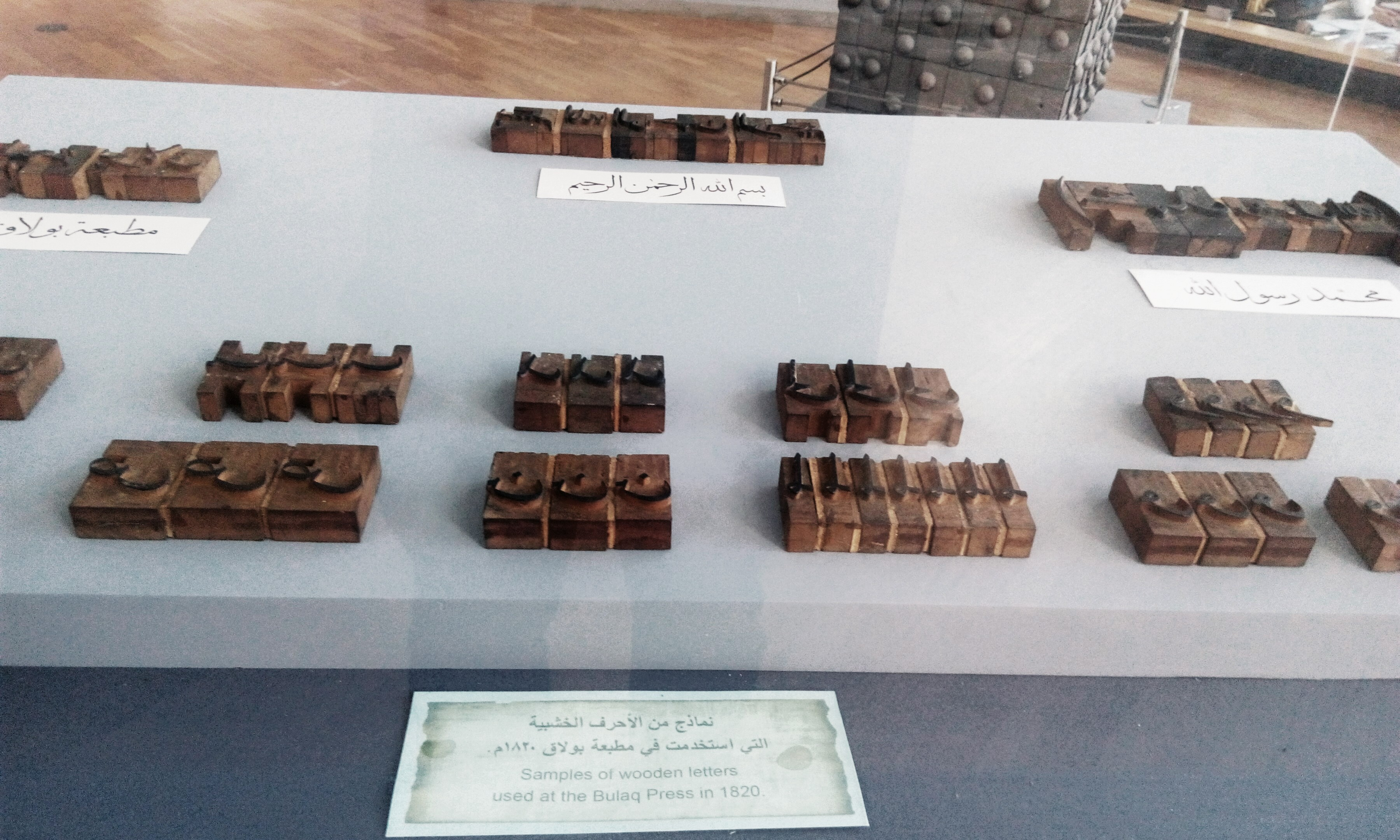
Blocs de lletres de fusta utilitzats en la Impremta Bulak el 1820

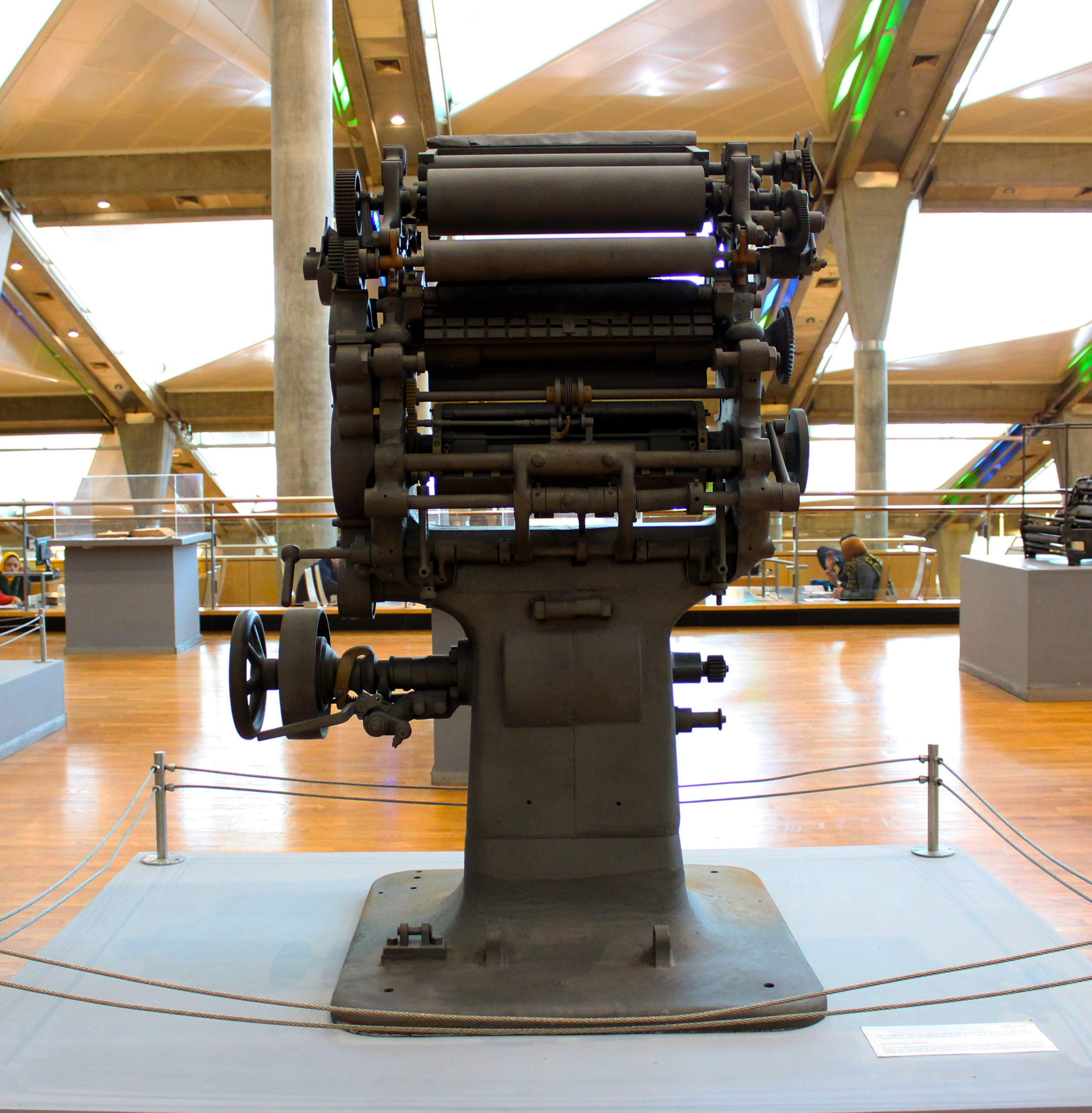
Aquesta impressora de sobres fou una de les impremtes de la Premsa Bulak. Es renovà durant el regnat d'Ismaïl Paixà. Comprada el 1869, la impressora de fabricació britànica s'utilitzà per a imprimir tot tipus de sobres. Es troba a la Biblioteca d'Alexandria

La Impremta Amiri va ser fundada el 1820 durant el govern de Muhàmmad Alí Paixà i es va obrir oficialment el 1821. Al principi, publicava llibres militars per a l'exèrcit egipci, però aviat va evolucionar i va imprimir llibres literaris, de ciència i de text. També fou la impremta turca més activa del Caire.

## Propietat
A l'octubre del 1862, Muhàmmad Said Paixà va lliurar la impremta a Abdurrahman Bik Rushdi. Després, la comprà Ismaïl Paixà, que la va agregar a Da'ira Sunnia (àrab: الدائرة السنية, ad-Dāʾira as-Sunniyya) o possessions reials. La Impremta Amiri tornà a la possessió de l'estat el 1880, durant el regnat de Tewfik Paixà.
El 13 d'agost del 1956, Gamal Abdel Nasser aprovà la Llei 312 de 1956, que ordenava l'establiment de l'«Autoritat d'Impremta Amiri» sota la jurisdicció del Ministeri de Comerç i Indústria. El ministeri va decidir construir un nou edifici de 35.000 m² per a l'Autoritat d'Impremta Amiri i equipar-lo amb tecnologia d'impressió d'última generació per a difondre els seus missatges.
La Impremta Amiri començà oficialment a estar operativa en la nova seu el 28 de juliol del 1973, amb l'administració de Sadat i Ibrahim Salem Muhammadin, ministre de Comerç i Indústria llavors.

## Publicacions de la Impremta Amiri
- El Diari Oficial: òrgan oficial estatal, publicat cada dijous.
- Al-Waqa'i' al-Masriyya (‘Afers egipcis'): el diari més antic d'Egipte, publicat com un apèndix del Diari Oficial, cada dia excepte els divendres i festius.[6]
- Altres publicacions: publicacions governamentals, llibres jurídics, calendaris i la impremta alcorànica Sherif.

## Amiri (tipus de lletra)
Amiri és una tipografia dissenyada per Khaled Hosny, basada en la cal·ligrafia naskhí, un estil cal·ligràfic tradicional àrab. El tipus de lletra Amiri s'inspira en una font promoguda per la Impremta Amiri el 1905. Sobre el tipus de lletra del 1905 i sobre els reptes de digitalitzar l'alfabet, Khaled Hosny digué: «Un dels trets més nous del tipus de lletra Bulak és mantenir l'estètica de la cal·ligrafia naskhí mentre es compleixen els requisits (i limitacions) de la composició tipogràfica, un equilibri que no s'assoleix fàcilment». El projecte Amiri ha estat secundat per Google Fonts, TeX Users Group i donacions d'usuaris.
A partir del 22 d'octubre del 2019, està allotjat en 67.000 pàgines d'internet, i és atés per API de Google Fonts, uns 74,8 milions de vegades per setmana.
Amiri va ser llançat amb un codi lliure per SIL Open Font License.